# Hexatoma (Eriocera) diana
Hexatoma (Eriocera) diana is een tweevleugelige uit de familie steltmuggen (Limoniidae). De soort komt voor in het Oriëntaals gebied.